# Kōtarō Higashino
Kōtarō Higashino (japanisch 東野 広太郎 Higashino Kōtarō; * 10. Juni 1998 in der Präfektur Ishikawa) ist ein japanischer Fußballspieler.

## Karriere
Kōtarō Higashino erlernte das Fußballspielen in der Jugendmannschaft des Erstligisten Sanfrecce Hiroshima sowie in der Universitätsmannschaft der Ritsumeikan-Universität. Seinen ersten Profivertrag unterschrieb er am 1. Februar 2021 bei Roasso Kumamoto. Der Verein, der in der Präfektur Kumamoto beheimatet ist, spielte in der dritten japanischen Liga, der J3 League. Sein Drittligadebüt gab Kōtarō Higashino am 2. Mai 2021 (7. Spieltag) im Auswärtsspiel gegen den FC Gifu. Hier stand er in der Startelf und spielte die kompletten 90 Minuten. 2021 feierte er mit Kumamoto die Meisterschaft der dritten Liga und den Aufstieg in die zweite Liga.
Nachdem Higashino dort zu keinem weiteren Einsatz mehr gekommen war, wurde der Abwehrspieler im Sommer 2022 zum FC Tiamo Hirakata in die viertklassige Japan Football League verliehen.

## Erfolge
Roasso Kumamoto
- J3 League: 2021  ▲